# Machine (álbum)
Machine es el segundo álbum del grupo Static-X, sacado el 22 de mayo de 2001 y grabado en el estudio 508, en Los Ángeles, California. El álbum ha vendido en torno a las 500 000 copias en los Estados Unidos.
Antes de la salida de su posterior álbum Cannibal, este era el álbum más duro y heavy de Static-X.

## Lista de canciones
1. "Bien Venidos" – 0:28
2. "Get To The Gone" – 2:49
3. "Permanence" – 4:01
4. "Black and White" – 3:55
5. "This Is Not" – 2:57
6. "Otsego Undead" – 3:29
7. "Cold" – 3:40
8. "Structural Defect" – 3:39
9. "Shit In A Bag" – 4:21
10. "Burn To Burn" – 4:17
11. "Machine" – 3:27
12. "A Dios Alma Perdida" – 5:58

Bonus Tracks
1. "Anything But This" - 4:03 (Sólo en edición japonesa)
2. "Sweat Of The Bud" (Live) - 3:24 (Sólo en edición japonesa)

## Posiciones

### Álbum
| Año  | Listas            | Posición |
| ---- | ----------------- | -------- |
| 2001 | The Billboard 200 | #11      |

### Sencillos
| Año  | Sencillo          | Listas                 | Posición |
| ---- | ----------------- | ---------------------- | -------- |
| 2001 | "Black and White" | Mainstream Rock Tracks | #35      |
| 2001 | "This Is Not"     | Mainstream Rock Tracks | #36      |
| 2002 | "Cold"            | Mainstream Rock Tracks | #29      |

## Créditos
- Wayne Static - Voz, guitarra, teclados, programación
- Tony Campos - Bajo, voz de fondo.
- Ken Jay - Batería
- Koichi Fukuda - Guitarra (Fukuda abandonó el grupo antes de lanzar el álbum, así que escogieron a Tripp Eisen, que sale como guitarrista del álbum)

- Datos: Q1760034